# Bergknecht (Adelsgeschlecht)

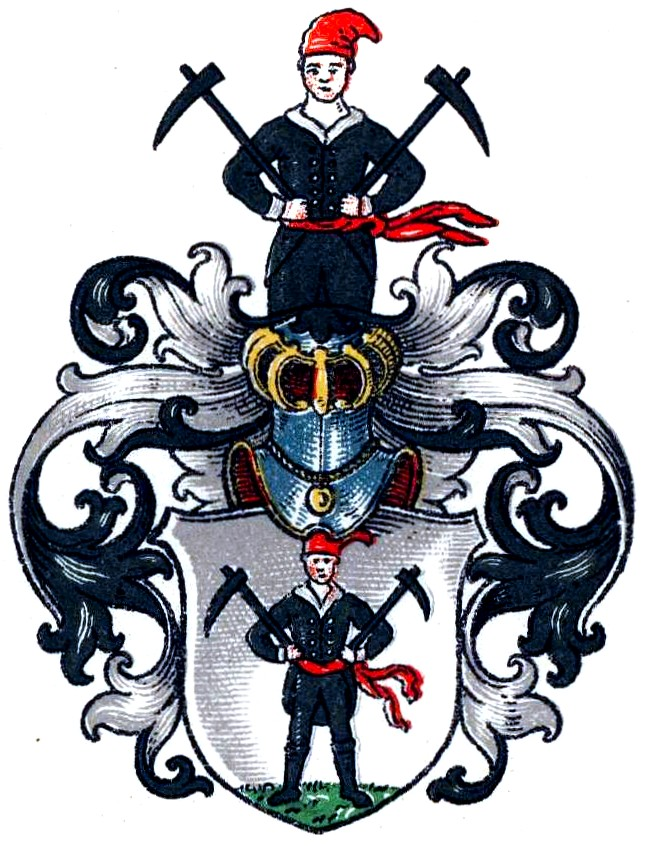
Wappen derer von Bergknecht

Die Herren von Bergknecht waren ein westfälisches Adelsgeschlecht.

## Geschichte
Das Geschlecht soll aus dem Bistum Trier stammen. Es kommt auch im Osnabrückschen vor. Aus der Familie erscheinen u. a.:
- Wendel von Bergknecht († 1641), 1636 kaiserlicher Hauptmann und Kommandant von Fürstenau, Obristleutnant des Regiments Suys, verheiratet mit Margarethe Walburg von Kerßenbrock, die Gut Warringhof in Melle in die Ehe brachte,[1] 1641 gefallen vor Wolfenbüttel[2]
- Franz Veit Christoph von Bergknecht, Sohn der Eheleute Wendel von Bergknecht und Margarethe Walburg von Kerßenbrock, Oberstleutnant, verkaufte Gut Warringhof 1696 an Christoph Ludolf von Hammerstein zu Gesmold[3]
- Maria Anna Helene Magdalene Johanna von Bergknecht (* 1672 in Monreal), Tochter der Eheleute Franz Veit Christoph von Bergknecht und Maria Agnes von Schütz zu Holzhausen. Maria Anna war mit Wilhelm Raban von Imbsen verheiratet, der seine Frau mit mehreren Kindern, aber ohne Geld in Osnabrück zurückließ.[4]
- Christina von Bergknecht († 1699), zunächst Priorin, 1693–1699 Äbtissin des Klosters Gertrudenberg[5] in Osnabrück
- Christoph von Bergknecht, 1705 Rittmeister (Capitain II. Klasse)

Das Geschlecht blühte noch 1742.

## Wappen
In Silber auf grünem Rasen ein schwarz gekleideter Bergmann mit roter nach links flatternder Binde gegürtet, die Arme eingestemmt. In jeder Hand hält er eine schwarze nach auswärts geneigte Spitzhacke. Auf dem Kopf trägt er eine hohe, nach links übergebogene Mütze. Auf dem Helm der beschriebene Bergmann wachsend. Die Helmdecken sind schwarz-silber.